# Belotinac
Belotinac (izvirno srbsko Белотинац) je naselje v Srbiji, ki upravno spada pod Občino Doljevac; slednja pa je del Niškega upravnega okraja.

## Demografija
V naselju, katerega izvirno (srbsko-cirilično) ime je Белотинац, živi 1057 polnoletnih prebivalcev, pri čemer je njihova povprečna starost 41,2 let (40,2 pri moških in 42,2 pri ženskah). Naselje ima 370 gospodinjstev, pri čemer je povprečno število članov na gospodinjstvo 3,57.
To naselje je, glede na rezultate popisa iz leta 2002, večinoma srbsko.
|  |

| Demografija | Demografija     | Demografija     |
| Leto        | Št. prebivalcev | Št. prebivalcev |
| ----------- | --------------- | --------------- |
|             |                 |                 |
|             |                 |                 |
|             |                 |                 |
|             |                 |                 |
| 1948        | 1129            |                 |
| 1953        | 1223            |                 |
| 1961        | 1301            |                 |
| 1971        | 1293            |                 |
| 1981        | 1292            |                 |
| 1991        | 1387            | 1365            |
| 2002        | 1344            | 1321            |
|             |                 |                 |

| Etnična sestava po popisu iz leta 2002 | Etnična sestava po popisu iz leta 2002 | Etnična sestava po popisu iz leta 2002 | Etnična sestava po popisu iz leta 2002 | Etnična sestava po popisu iz leta 2002 |
| -------------------------------------- | -------------------------------------- | -------------------------------------- | -------------------------------------- | -------------------------------------- |
| Srbi                                   | Srbi                                   |                                        | 1.314                                  | 99,47%                                 |
| Jugoslovani                            | Jugoslovani                            |                                        | 2                                      | 0,15%                                  |
| Neznano                                | Neznano                                |                                        | 3                                      | 0,22%                                  |